# Céline Guivarch
Céline Guivarch (* 23. Juni 1980) ist eine französische Ingenieurin und Klimawissenschaftlerin. Sie modelliert die Folgen der globalen Erwärmung aus einer multidisziplinären Perspektive unter Anwendung von Wirtschaftswissenschaft und Mathematik. Sie ist Mitglied des Hohen Rates für das Klima und eine der Autoren des sechsten Sachstandsberichts des Zwischenstaatlichen Ausschusses für Klimaänderungen (IPCC).

## Leben

### Ausbildung
Céline Guivarch ist Absolventin der École polytechnique und der École nationale des ponts et chaussées. Sie promovierte in Wirtschaftswissenschaften am Centre international de recherche sur l’environnement et le développement (CIRED) (internationales Zentrum für Umweltforschung).

### Karriere
Sie ist Forschungsdirektorin an der École des Ponts ParisTech.
Ihr Forschungsgebiet bei CIRED ist die Kostenschätzung der Klimapolitik.
Inspiriert von der Lehre von Hervé Le Treut und berührt von ihren Erfahrungen in Kasachstan, einer Region, die von den Auswirkungen des Klimawandels bedroht ist – insbesondere durch das Abschmelzen der Gletscher des Tian Shan in den Ausläufern des Himalaya – interessiert sie sich für mögliche Entwicklungsszenarien und deren Auswirkungen auf die globale Erwärmung und den sozialen Ungleichheiten.

„Es gibt keine Wunderlösung. Wir müssen jede Ebene und jede Situation betrachten, um zu sehen, welche politischen und wirtschaftlichen Instrumente angepasst werden können“

erklärte Céline Guivarch gegenüber der Zeitschrift L’Usine nouvelle.
Sie ist Mitglied des Hohen Rates für das Klima. Sie analysiert die Maßnahmen zur Verringerung des Ausstoßes von Treibhausgasen aus physikalischer und wirtschaftlicher Sicht, die Unsicherheit dieser Maßnahmen und die Entscheidungsfindung in einer Situation der Unsicherheit.
Sie hat mehr als 100 wissenschaftliche Veröffentlichungen verfasst.

### Auszeichnungen
- Louis-Édouard-Rivot-Preis der Académie des sciences (2003)[7]
- Irène Joliot-Curie-Preis für junge Wissenschaftlerinnen (2020)[8]